# Durmitor Nationalpark
Durmitor er et bjergmassiv, en nationalpark og et verdensarvsområde i de Dinariske alper, i den nordvestlige del af Montenegro.
Den højeste top, Bobotov Kuk, er 2.522 m højt. Nationalparken blev oprettet i 1952, og omfatter Durmitor, kløfterne ved floderne Tara, Sušica og Draga og det højereliggende plateau Komarnica, og omfatter et areal på 390 km².
Den blev indskrevet på UNESCO Verdensarvsliste i 1980.
Bjergmassivet afgrænses af Tarakløften mod nord, kløften ved floden Piva mod vest, og kløften ved floden Komarnica mod syd. Mod øst åbner Durmitor mod et 1.500 meter højt plateau, som kaldes Jezerska Površ (Søplateauet). Bjerget Sinjavinaligger øst for Jezerska Površ plateauet.
Durmitor bjegkæden ligger hovedsageligt i kommunen Žabljak.

## Bjergtoppe
Durmitor har 48 bjergtoppe over 2.000 m. De højeste er:
- Bobotov Kuk 2.522 moh.
- Bezimeni Vrh (Namnlösa toppen) 2.487 m
- Šljeme 2.455 m
- Istočni Vrh Šljemena (Sljemes østlige top) 2.445 m
- Soa / Djevojka 2.440 m
- Milošev Tok 2.426 m
- Bandijerna 2.409 m
- Rbatina 2.401 m
- Lučin Vrh 2.396 m
- Prutaš 2.393 m
- Minin Bogaz 2.387 m
- Planinica 2 330 m
- Kobilja Glava 2 321 m
- Savin Kuk 2.313 m
- Šupljika 2.310 m

## Søerr
I Durmitor er der 18 gletsjersøer som er spredt over massivet og Jezerska Površplatån. Søerne bidrager til bjergets skønhed og har fået kælenavnet Gorske Oči (bjergets øjne).
- Crnosjön
- Veliko Škrčkosjön
- Malo Škrčkosjön
- Zeleni Vir
- Jablansjön
- Valovitosjön
- Vir u Lokvicama
- Srabljesjön
- Modrosjön
- Suva Lokva
- Zminjesjön
- Barnosjön
- Pošćenskosjön
- Zabojskosjön
- Vražjesjön
- Ribljesjön
- Zminčkosjön
- Sušičkosjön

## Eksterne kilder og henvisninger
- Wikimedia Commons har flere filer relateret til Durmitor Nationalpark
- SummitPost: Many useful informations (Camping, routes, weather etc.) Arkiveret 7. januar 2009 hos  Wayback Machine
- WCMC-UNEP Arkiveret 25. marts 2007 hos  Wayback Machine (engelsk)
- ACE Cycling and Mountaineering Center Arkiveret 7. november 2020 hos  Wayback Machine (engelsk)
- Durmitor National Park (engelsk)
- Durmitor Arkiveret 27. januar 2007 hos  Wayback Machine (montenegrinska)
- UNESCO World Heritage Centre - Durmitor National Park Arkiveret 11. juli 2017 hos  Wayback Machine (engelsk)
- Durmitor National Park Arkiveret 21. februar 2010 hos  hos Archive.is (officielt websted) (engelsk)
- Photogallery Durmitor and Bjelasica Arkiveret 27. juli 2017 hos  Wayback Machine (engelsk)